# Célibataire cherche
Célibataire cherche (The Dating Guy) est une série d'animation canadienne en 26 épisodes de 22 minutes créée par Matt Hornburg et Mark Bishop, produite par marblemedia et Entertainment One, diffusée en français à partir du 14 octobre 2010 dans Télétoon la Nuit et en anglais du 17 octobre 2010 au 8 mai 2011 dans Teletoon at Night.

## Doublage

### Voix originales
- Fab Filippo : Mark Dexler
- Lauren Ash : Sam Goldman
- Sean Francis : Woody Jenkins
- Anand Rajaram : V.J. Mendhi
- Tony Daniels : 'Falafel'
- Gabriel Hogan : Anderson Anderson
- Noah Cappe : Bryce
- Kathleen Laskey : Denise Fletcher
- Bryn McAuley : Celia
- Jamie Watson : Steve Manflesh
- Dwayne Hill : Randy the Mugger
- Louis Ferreira : Vince, l'officier de police
- Cory Doran : Tuscadaro
- Sugith Varughese : Vikram Cha Cha
- Aron Tager : Capitaine Steiner
- Albert Chung : Wang
- Robert Tinkler : Dick Cobra
- Krystal Meadows : Ursula
- Rosa Laborde : Frieda
- David Berni : Leonard Labia
- Joel Keller : Rudolph
- Helen King : Fiona
- Howie Mandel : Brian Booyah
- Katie Griffin : Charity

### Voix québécoises
- Philippe Martin : Mark Dexler
- Éveline Gélinas : Sam Goldman
- Widemir Normil : Woody Jenkins
- Olivier Visentin : V.J. Mendhi
- Hugolin Chevrette : 'Falafel' / Sanjammar
- Claude Gagnon : Bryce / Randy / Steve Manflesh
- Antoine Durand : Anderson Anderson
- Viviane Pacal : Denise Fletcher
- Anik Vermette : Celia
- Patrick Chouinard : Vince, l'officier de police
- Manuel Tadros : Vikram Cha Cha / Larry
- Paul Sarrasin : Capitaine Steiner
- Daniel Lesourd : Wang / Winchester
- Guillaume Champoux : Dick Cobra
- Renée Cossette : Ursula / Zena / Valerie

 Source et légende : version québécoise (VQ) sur Doublage.qc.ca